# Jennifer Decker
Jennifer Decker (* 28. Dezember 1982) ist eine französische Schauspielerin. 

## Leben und Karriere
Decker feierte 2002 mit Steve Suissas L'Amour dangereux ihr Fernsehdebüt, als sie neben Nicolas Cazalé die weibliche Hauptrolle spielte. Weitere Filmaufgaben folgten, als sie 2006 in einigen größeren Rollen für das französische Fernsehen auftrat; sie spielte Hortense de Beauharnais in Jean-Marc Vervoorts Joséphine und die Marina in Ilan Duran Cohens Der Liebespakt: Simone de Beauvoir und Sartre, einem Film über das frühe Leben Jean-Paul Sartres und Simone de Beauvoirs.
Sie hat unter anderem in der Schweizer Komödie Jeune Homme und im Kriegsfilm Flyboys – Helden der Lüfte mitgespielt.
In Oskar Roehlers Roadmovie Lulu & Jimi wird sie von der deutschen Schauspielerin Julia Stoepel synchronisiert.
Seit 2011 ist Decker Ensemblemitglied der Comédie-Française und spielte seither in zahlreichen Inszenierungen. Seit 2023 ist sie zudem Mitglied der Société de la Comédie-Française.

## Filmografie
- 2002: L'Amour dangereux
- 2003: Jeux de haute société (Kurzfilm)
- 2003: Trop plein d'amour (Fernsehfilm)
- 2005: Joséphine
- 2005: Une femme d’honneur (Fernsehserie, Folge 8x02)
- 2006: Der Liebespakt: Simone de Beauvoir und Sartre (Les amants du Flore) (Fernsehfilm)
- 2006: Jeune Homme
- 2006: Flyboys – Helden der Lüfte (Flyboys)
- 2006: Jeanne Poisson, Marquise de Pompadour (Fernsehfilm)
- 2007: Hellphone
- 2009: Lulu & Jimi
- 2009: Erreur de la banque en votre faveur
- 2010: D’amour et d’eau fraîche
- 2011: Das Leben gehört uns (La guerre est déclarée)
- 2011: Les amants naufragés (Fernsehfilm)
- 2012: Mange (Fernsehfilm)
- 2012: Agatha Christie: Mörderische Spiele (Les Petits Meurtres d’Agatha Christie, Fernsehserie, Folge 1x10)
- 2012: Le cerveau d'Hugo (Fernsehfilm)
- 2014: Le grand-père de Brad (Kurzfilm)
- 2015: L'hermine
- 2016: Meurtre en trois actes (Fernsehfilm)
- 2016: Paris-Willouby
- 2016: Les Damnés
- 2016: Rastlos, Renée (Orpheline)
- 2017: Le misanthrope
- 2018: Un beau voyou
- 2021: Simone, le voyage du siècle
- 2021: Arthur Rambo
- 2022: Fin Août (Kurzfilm)
- 2022: Sardine (Kurzfilm)
- 2022: Syndrome E (Fernsehserie, 6 Folgen)
- 2024: L’école des espions (Fernsehfilm)
- 2024: Dis-moi juste que tu m’aimes